# Оймурское сельское поселение
Се́льское поселе́ние «О́ймурское» (бур. Оймуурын hомон) — муниципальное образование в Кабанском районе Бурятии Российской Федерации.
Административный центр — село Оймур. Включает 4 населённых пункта.

## География
МО СП «Оймурское» находится на северо-востоке района. С севера территория поселения омывается заливом Провал озера Байкал. На западе поселение граничит с МО СП «Корсаковское», на юге — с МО СП «Байкало-Кударинское», на северо-востоке — с МО СП «Сухинское», на востоке — с Прибайкальским районом Бурятии. 
По территории поселения проходит автодорога регионального значения Шергино — Оймур — Заречье.
На севере поселения находится часть Энхэлукского природного заказника.

## Население
| 2002  | 2011  | 2012  | 2013  | 2014  | 2015  | 2016  |
| ----- | ----- | ----- | ----- | ----- | ----- | ----- |
| 2082  | ↘1937 | ↘1924 | ↗1970 | ↘1940 | ↘1930 | ↘1912 |
| 2017  | 2018  | 2019  | 2020  | 2021  | 2023  | 2024  |
| ↗1931 | ↗1946 | ↘1926 | ↘1889 | ↘1540 | ↘1537 | ↘1517 |

## Состав поселения
| № | Населённый пункт | Тип населённого пункта       | Население |
| - | ---------------- | ---------------------------- | --------- |
| 1 | Дубинино         | село                         | ↘337      |
| 2 | Дулан            | улус                         | ↗132      |
| 3 | Инкино           | село                         | ↘93       |
| 4 | Оймур            | село, административный центр | ↘1380     |